# Turdus lawrencii
Turdus lawrencii là một loài chim trong họ Turdidae.

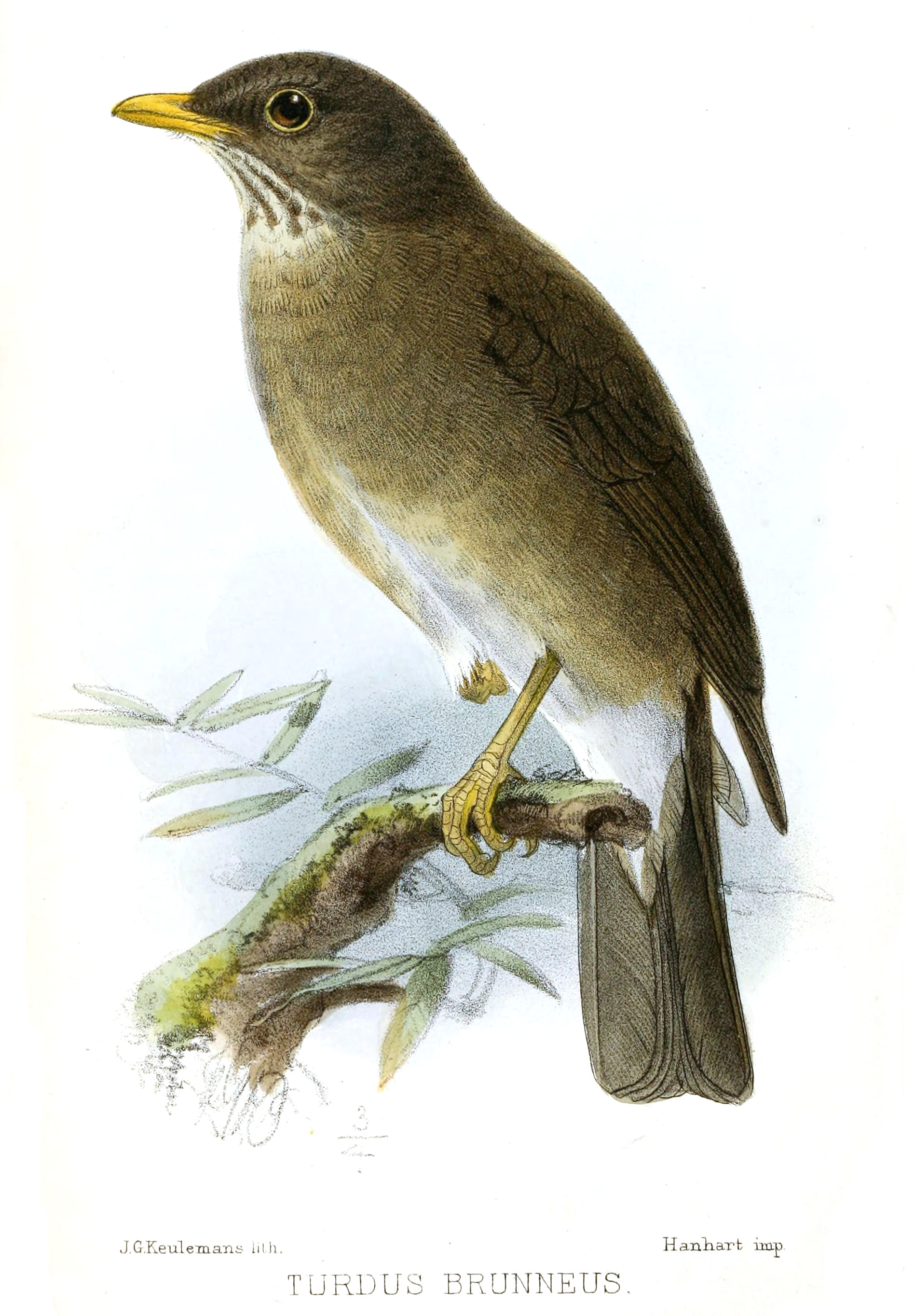